# Jamal Shuler
Jamal Shuler (Jacksonville, 11 gennaio 1986) è un ex cestista statunitense.

## Palmarès

### Squadra
- Leaders Cup: 2

Monaco: 2016, 2017
- Match des Champions: 3

Nancy: 2011
Nanterre: 2014, 2017
- EuroChallenge: 1

Nanterre: 2014-15

### Individuale
- MVP Final Four di EuroChallenge: 1

Nanterre: 2014-15
- MVP Leaders Cup: 1

Monaco: 2016